# Picea pungsanensis
Picea pungsanensis là một loài thực vật hạt trần trong họ Pinaceae. Loài này được Uyeki mô tả khoa học đầu tiên năm 1926.